# Identified Summer Tour
 (août 2024).
Si vous disposez d'ouvrages ou d'articles de référence ou si vous connaissez des sites web de qualité traitant du thème abordé ici, merci de compléter l'article en donnant les références utiles à sa vérifiabilité et en les liant à la section « Notes et références ».
Identified Summer Tour est la première tournée en solo de Vanessa Hudgens pour promouvoir son premier album, V et son dernier, Identified. Elle a eu lieu en 2008 aux États-Unis (1 concert au Canada). D'autres chanteurs ont participé à cette tournée : Rooney, Corbin Bleu, Drew Seeley et Mandy Moore.

## Dates
| Date                                  | États                | Ville       | Venue                       |
| ------------------------------------- | -------------------- | ----------- | --------------------------- |
| 1er août 2008                         | Alabama              | Bessemer    | Alabama Adventure           |
| 2 août 2008                           | Louisiane            | Bâton-Rouge | Dixie Landin                |
| 5 août 2008                           | Wisconsin            | West Allis  | State Fair                  |
| 8 août 2008                           | Michigan             | Jackson     | County Fair                 |
| 9 août 2008 - Canceled due to weather | New York             | Hamburg     | County Fair                 |
| 10 août 2008                          | Virginie-Occidentale | Lewisburg   | State Fair                  |
| 12 août 2008                          | Michigan             | Midland     | County Fair                 |
| 14 août 2008                          | Iowa                 | Des Moines  | State Fair                  |
| 15 août 2008                          | Kentucky             | Louisville  | State Fair                  |
| 18 août 2008                          | Pennsylvanie         | Meadville   | Crawford County Fairgrounds |
| 22 août 2008                          | Californie           | Sacramento  | State Fair                  |
| 23 août 2008                          | Oregon               | Salem       | State Fair                  |
| 24 août 2008                          | Colombie-Britannique | Vancouver   | Pacific National Exhibition |
| 27 août 2008                          | New York             | Syracuse    | State Fair                  |
| 28 août 2008                          | Ohio                 | Canfield    | Mahoning County Fairgrounds |
| 29 août 2008                          | Michigan             | Détroit     | State Fair                  |
| 30 août 2008                          | Illinois             | Illinois    | Davis Memorial Park         |
| 9 septembre 2008                      | Nouveau-Mexique      | Albuquerque | Tingley Coliseum State Fair |